# Parti national socialiste tchèque

Česká strana národně socialistická

Le Parti national socialiste tchèque (en tchèque, Česká strana národně socialistická, ČSNS 2005) est un parti politique de la République tchèque, fondé en 2005 par les membres du Parti national social tchèque en raison de problèmes financiers du parti.
ČSNS 2005 est l'héritier du Parti national socialiste tchécoslovaque de la Première République, le parti de Edvard Beneš ou Milada Horáková.